# ساكو وفانزيتي

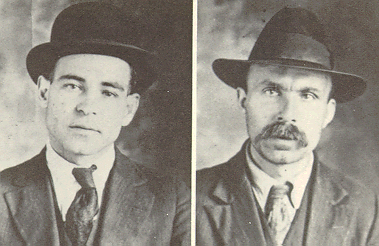
ساكو وفانزيتي

نيكولا ساكو (22 أبريل 1891 -23 أغسطس 1927) وبارتولوميو فانزيتي (11 يونيو 1888 -23 أغسطس 1927) كانا فيلسوفان إيطاليان لاسلطويان مهاجران أُدينا بقتل حارس وموظف أجور في 15 أبريل 1920، وبسطو مسلح على شركة سلاتر وموريل للأحذية في برينتري، ماساتشوستس في الولايات المتحدة. وقد أُعدما بعد سبعة سنوات بالكهرباء على كرسي كهربائي في سجن ولاية تشارلستون. التزم الرجلان بفلسفة حركية لاسلطوية.
أدانت هيئة المحلفين بعد عدة ساعات من المشاورات في 14 يوليو 1921 ساكو وفانزيتي بتهمة القتل من الدرجة الأولى وحكم عليهما قاضي المحاكمة بالإعدام. يُشتبه في أنَّ معاداة الإيطالية والتحيز ضد الهجرة قد أثّرتا بشدة على الحكم. أعقب ذلك سلسلة من الطعون من قبل لجنة الدفاع الخاصة لساكو وفانزيتي. استندت الطعون على شهادة إنكار وأدلة متضاربة، وبيان سابق للمحاكمة قبل تولي رئيس هيئة المحلفين المحاكمة واعتراف شخص مشارك في عملية السطو. رفض قاضي المحاكمة ويبستر ثاير جميع الطعون، ثم رفضتها المحكمة القضائية العليا في ماساتشوستس. لفتت القضية انتباه العالم بحلول عام 1926 عندما انتشرت تفاصيل المحاكمة والاشتباه ببراءة الرجلان، وأصبح ساكو وفانزيتي موضوعًا منتشرًا على نطاق واسع جدًا. نُظمت احتجاجات للدفاع عنهم في كل مدينة رئيسية في أمريكا الشمالية وأوروبا في عام 1927، وكذلك في طوكيو وسيدني وملبورن وساو باولو وريو دي جانيرو وبوينس آيرس ودبي ومونتفيديو وجوهانسبرغ وأوكلاند.
طلب الكتّاب والفنانون والأكاديميون المشهورون العفو عنهما أو بدأ محاكمة جديدة. دعم أستاذ القانون بجامعة هارفارد وقاضي المحكمة العليا المستقبلي فيليكس فرانكفورتر براءتهما في مقال نشر في مجلة أتلانتك الشهرية والذي انتشر على نطاق واسع. كان من المقرر أن يعدم الاثنان في أبريل 1927 مما أدى إلى تسريع الاحتجاجات. وردًا على التدفق الهائل للبرقيات التي حثّت على العفو، شكل حاكم ولاية ماساتشوستس ألفان فولر لجنة من ثلاثة أشخاص للتحقيق في القضية. أيدت اللجنة الحكم بعد أسابيع من المشاورات السرية التي تضمنت مقابلات مع القاضي والمحامين والعديد من الشهود. أُعدم ساكو وفانزيتي على الكرسي الكهربائي بعد منتصف الليل في 23 أغسطس 1927. دمرت أعمال الشغب اللاحقة الممتلكات في باريس ولندن ومدن أخرى.
استمرت التحقيقات في أعقاب عمليات الإعدام طوال ثلاثينيات وأربعينيات القرن العشرين. عزز نشر رسائل الرجلين البريئة الإيمان بإعدامهم غير المشروع. طغت فحوصات الرصاص وبيانات التجريم التي أدلى بها الشهود على القضية. أصدر حاكم ولاية ماساتشوستس مايكل دوكاكيس في الذكرى الخمسين لعمليات الإعدام في 23 أغسطس 1977 إعلانًا مفاده أنَّ ساكو وفانزيتي قد حوكما وأُدينا بشكل غير عادل ويجب إزالة أي وصمة عار عنهما إلى الأبد.

## خلفية
كان ساكو صانع أحذية وحارس ليلي، وُلد في 22 أبريل 1891 في توريماجيوري في مقاطعة فوجيا في إيطاليا، هاجر إلى الولايات المتحدة في سن السابعة عشرة. عمل ساكو قبل الهجرة في حقل والده وفقًا لرسالة أرسلها أثناء سجنه، وغالبًا ما كان ينام في الحقل ليلًا لمنع الحيوانات من إفساد المحاصيل. كان فانزيتي تاجر سمك وُلد في 11 يونيو 1888 في فيلافاليتو في مقاطعة كونيو. غادر كلاهما إيطاليا إلى الولايات المتحدة الأمريكية عام 1908، لم يلتق الرجلان حتى إضراب عام 1917.
يُعتقد أنهما من أتباع لويجي جالياني اللاسلطوي الإيطالي الذي دعا إلى العنف الثوري بما في ذلك القتل والاغتيال. نشر جالياني صحيفة وقائع تخريبية وهي صحيفة دورية دعا من خلالها إلى ثورة عنيفة مع دليل لصنع القنابل. صُنِّف اللاسلطويون الإيطاليون في ذلك الوقت (وخصوصًا مجموعة جالياني) على رأس قائمة حكومة الولايات المتحدة للأعداء الخطرين. صُنف اتباع جالياني منذ عام 1914 كمشتبه بهم في العديد من التفجيرات العنيفة ومحاولات الاغتيال، بما في ذلك محاولة التسميم الجماعي. P أوقف نشر صحيفة وقائع تخريبية في يوليو 1918، ونفت الحكومة جالياني وثمانية من أقرب مساعديه في 24 يونيو 1919.
ظلَّ بقية أتباع جالياني نشطين. شن ستّون شخصًا من أتباعه حملات متقطعة من العنف ضد السياسيين والقضاة الأمريكيين وغيرهم من المسؤولين الفيدراليين والمحليين لمدة ثلاث سنوات، وخاصة أولئك الذين دعموا ترحيل المتطرفين الأجانب. من بين العشرات من أعمالهم العنيفة كان تفجير منزل المدعي العام ميتشل بالمر في 2 يونيو 1919. قُتل كارلو فالدينوتشي المحرر السابق في صحيفة وقائع تخريبية ومساعد ساكو وفانزيتي في تلك الحادثة عندما انفجرت القنبلة المعدة لبالمر في يد فالدينوتشي. عُثر على منشورات متطرفة حملت اسم كلمات بسيطة وقع عليها المقاتلون االلاسلطوين في موقع الحادث.

## السطو المسلح
يقع مصنع شركة سلاتر موريل للأحذية في شارع بيرل في برينتري في ماساتشوستس. تعرض رجلان في 15 أبريل عام 1920 للسرقة والقتل أثناء نقل رواتب الشركة في صندوقين فولاذيين كبيرين إلى المصنع الرئيسي. أحدهما أليساندرو بيرارديلي حارس الأمن الذي أصيب بأربعة رصاصات. لم يعثر المحققون على مسدسه في مكان الحادث. أُطلقت النار على الرجل الآخر وهو فريدريك بارمينتير مسؤول دفع لم يكن مسلحًا وأصيب برصاصتين: رصاصة في الصدر ورصاصة ثانية قاتلة في الظهر أثناء محاولته الفرار. استولى اللصوص على صناديق الرواتب وهربا في سيارة بويك زرقاء مسروقة حملت عدة رجال آخرين.
أطلق اللصوص النار على عمال الشركة القريبين من السيارة. كشف تقرير قاضي التحقيق وتحليل الرصاص أن ست رصاصات أزيلت من جثث الرجال القتلى كانت من عيار 0.32. أطلق خمسة رصاصات من عيار 0.32 من مسدس واحد شبه آلي من طراز سافاج عيار 0.32 موديل 1907، والذي يملك ماسورة أسطوانية ضيقة. عثر على رصاصتين في جثة بيرارديلي. وعثر على أربعة أغلفة عيار 0.32 من النحاس الأصفر في مسرح الجريمة صنعت بواسطة إحدى الشركات الثلاث: بيتيرز أو وينشستر أو ريمينغتون.

## الاعتقال والاتهام
وقعت محاولة سرقة سابقة لمصنع أحذية آخر في 24 ديسمبر 1919 في بريدجوتر في ماساتشوستس نفذها أشخاص إيطاليون استخدموا سيارة هربت إلى غرب بريدجوتر. ظنت الشرطة أن اللاسلطويين الإيطاليين ارتكبوا السرقات لتمويل أنشطتهم. اشتبه قائد شرطة بريدجوتر مايكل ستيوارت في تورط اللاسلطوي الإيطالي المعروف فيروتشيو كواتشي. اكتشف ستيوارت أنَّ ماريو بودا (المعروف أيضًا باسم مايك بودا) قد عاش مع كواتشي.
اتصلت خدمة الهجرة الفيدرالية في 16 أبريل (بعد يوم واحد من جرائم القتل خلال السطو) بالقائد ستيوارت لمناقشة حالة اللاسلطوي كواتشي الذي كان من أتباع جالياني، والذي كان قد اعتقله ستيوارت قبل عامين. كان من المقرر ترحيل كواتشي في 15 أبريل 1920 يوم توقيف برينتري، ولكنه لم يحضر بحجة أنَّ زوجته كانت مريضة. طلبت خدمة الهجرة الفيدرالية من ستيوارت التحقيق في عذر كواتشي الذي لم يرحل في 15 أبريل. اكتشف في 16 أبريل أنَّ كواتشي في المنزل وأنه قدم حجة كاذبة لعدم حضوره للترحيل. عرضوا عليه أسبوعًا آخر لكن كواتشي رفض وغادر إلى إيطاليا في 18 أبريل 1920.